# ユルゲン・ヘニッヒ

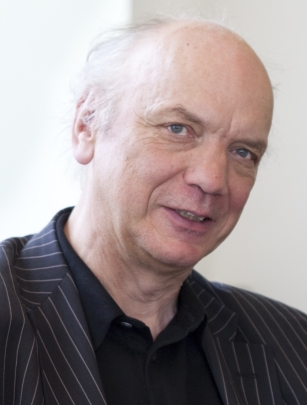
ユルゲン・ヘニッヒ（2010年）

ユルゲン・クラウス・ヘニッヒ（Jürgen Klaus Hennig, 1951年3月5日 - ）は、ドイツの化学者、医学物理学者である。
シュトゥットガルト出身。病院などにおける診断学の核磁気共鳴画像法 (MRI) の分野において世界的に認められた指導者の一人である。また、レントゲン診断学科の学識者会の主任であり、フライブルク大学のMagnetic Resonance Development and Application Centerの委員長でもある。2003年には生物科学および医学部門でマックス・プランク研究賞受賞。